# Liste der Naturdenkmale in Bundenthal
Die Liste der Naturdenkmale in Bundenthal nennt die im Gemeindegebiet von Bundenthal ausgewiesenen Naturdenkmale (Stand 23. Mai 2024).

## Naturdenkmale
| Nr.         | Bezeichnung  | Lage                                                  | Beschreibung                                                | Bild            |
| ----------- | ------------ | ----------------------------------------------------- | ----------------------------------------------------------- | --------------- |
| ND-7340-305 | Fladensteine | nordöstlich des Ortes, oberhalb des Sportplatzes Lage | auch Sieben Brüder; langgestreckter Buntsandsteinfelsengrat | Fotos hochladen |
| ND-7340-306 | Kanzelfelsen | nördlich des Ortes auf dem Jüngstberg Lage            | langgestreckter Felsengrat                                  | Fotos hochladen |